# Berłybasz
Berłybasz (ukr. Берлибаш) – stacja kolejowa w miejscowości Kostyliwka, w rejonie rachowskim, w obwodzie zakarpackim, na Ukrainie. Położona jest na linii Delatyn – Diłowe.

## Historia
Stacja istniała przed II wojną światową. W okresie przynależności do Czechosłowacji nosiła nazwę Berlebas.